# 会州
会州，中国古代的州。
西魏末宇文泰行军至今甘肃省靖远县一带置会州。北周保定二年（562年）移州到鸣沙县（今宁夏回族自治区中宁县东鸣沙镇），即会州。原地改为会宁防，隋朝开皇初改会宁防为会宁镇。大业置凉川县。
唐朝武德二年（619年），升会宁镇置西会州，改县名会宁。贞观八年（634年）改为粟州，同年又改为会州。辖境约当今祖厉河和桑园峡、黑山峡间黄河流域地（甘肃省靖远县、会宁县、景泰县和宁夏海原县）。8世纪后期、11世纪前期曾先后属吐蕃、西夏。
北宋元符二年（1099年），会州属宋朝。后又置敷川县为州治。淳熙十年（1183年）复入西夏。金朝侨置会州于会川城（今甘肃省靖远县西南），称新会州，以保川为附郭县。西夏、金朝同时有会州。元朝初移治西宁县（今甘肃省会宁县东），至元七年（1270年），废西宁县入会州。属巩昌总帅府。辖境约当今甘肃省会宁县地。至正十二年（1352年），改为会宁州。
唐朝会州刺史
- 王长谐（626年—627年）
- 蒋俨（高宗初年）
- 公士尉（696年）
- 李令哲（中宗、睿宗年间）
- 安忠敬（719年）
- 尔朱义玄（开元年间）